# Lothar Litz

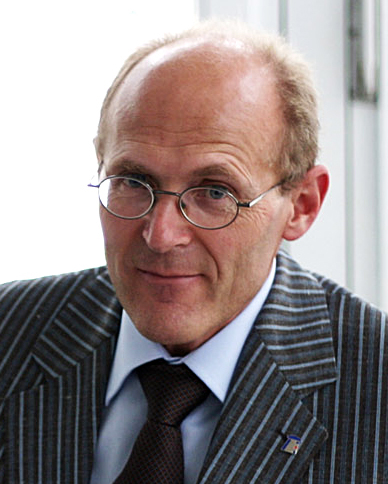
Lothar Litz

Lothar Litz (* 30. August 1949 im Saarland; † 21. August 2015 in Südtirol) war ein deutscher Ingenieurwissenschaftler und Professor für Automatisierungstechnik an der Technischen Universität Kaiserslautern. Er gehört zu den Pionieren der Automatisierung ereignisdiskreter Systeme.

## Leben
Nach dem Abitur studierte er von 1970 bis 1975 an der Technischen Hochschule Karlsruhe Elektrotechnik, Fachrichtung Regelungs- und Steuerungstechnik mit Abschluss als Diplomingenieur (Dipl.-Ing.). Er promovierte anschließend am Institut für Regelungs- und Steuerungssysteme bei Otto Föllinger mit einer Dissertation über die „Modale Ordnungsreduktion“ im Jahre 1979 und habilitierte sich dort 1982 über „Dezentrale Regelung“, zu der er im Jahre 1983 auch eine Monographie im R. Oldenbourg Verlag veröffentlichte und über die innerdeutsche Grenze hinweg einen fachlichen Austausch eröffnete.
Während seiner anschließenden Industrietätigkeit von 1982 bis 1992 in der Großchemie bei der Hoechst AG in den Werken Frankfurt am Main, im Chemiepark Knapsack und in Wiesbaden war er für die elektro-, mess- und regelungstechnische Planung und Instandhaltung von Produktionsanlagen zuständig. Er befasste sich besonders mit den gerade in die Breitenanwendung gelangenden Prozessleitsystemen auf Mikrorechnerbasis („Distributed Control Systems“) und fand hier ein Betätigungsfeld für gleichermaßen wissenschaftlich neue als auch praktisch in hohem Maße relevante Fragen zur Spezifikation, Planung und Realisierung von Prozessleitsystemen, die Regelungs- und Steuerungsaufgaben in sich vereinen.
In dieser Zeit war er von 1988 bis 1992 zugleich Leiter des Arbeitskreises „Prozessleitsysteme“ der „Normenarbeitsgemeinschaft für Mess- und Regelungstechnik in der chemischen Industrie“ (NAMUR). Den ereignisdiskreten Steuerungssystemen galt dabei sein besonderes Augenmerk.
Im Jahre 1992 wurde er als Professor und Leiter des neu gegründeten Lehrstuhls für Automatisierungstechnik an die Technische Universität Kaiserslautern berufen. Litz forcierte an seinem Lehrstuhl nicht nur die Forschung zu ereignisdiskreten Systemen, sondern war auch auf weiteren Forschungsgebieten sehr aktiv, z. B. in der Gebäudeautomatisierung, der Ambient Intelligence (Umgebungsintelligenz), der Fehlerdiagnose und der funktionalen Sicherheit mit Hilfe der Prozessleittechnik. Sein breites fachliches Wirken hat hierbei methodisches Vorgehen mit praktischer Anwendbarkeit verbunden.
Sowohl zur Theorie als auch zur Didaktik der ereignisdiskreten Systeme hat Litz in den folgenden Jahren maßgebliche Beiträge geleistet. An seiner Universität hielt er eine Vorlesung zur „Digitalen Steuerungstechnik“, die mehrere akademische Schüler dauerhaft zu diesem Fachgebiet hingeführt hat, sodass diese später selbst Professoren wurden.
Im Bestreben nach einer möglichst einheitlichen und gleichberechtigten Darstellung der Grundlagen von kontinuierlichen und ereignisdiskreten Systemen engagierte er sich Ende der 1990er Jahre im DFG-Schwerpunktprogramm „Analyse und Synthese kontinuierlich-diskreter technischer Systeme (KONDISK)“ und verfasste das Buch Grundlagen der Automatisierungstechnik. Regelungssysteme – Steuerungssysteme – Hybride Systeme, welches bei seinem Erscheinen 2005 wegweisend für eine ganzheitliche Betrachtung der beiden Säulen der Automatisierungstechnik, der Regelungstechnik und der Steuerungstechnik, wurde. Dieser Pionierleistung von Litz ist es in hohem Maße mit zu verdanken, dass die Automatisierung ereignisdiskreter Systeme heute wissenschaftlich ebenbürtig neben der Automatisierung kontinuierlicher Systeme steht; dieses Gedankengut wurde von Zander konsequent fortgeführt. Über 30 Doktoranden hat Litz in der Promotionsphase wissenschaftlich begleitet sowie auf verantwortungsvolle Aufgaben in Forschung und Praxis vorbereitet.
Viele Jahre war Litz auch für die akademische Weiterentwicklung der Universität leitend verantwortlich. Von 1997 bis 1999 war er Dekan des Fachbereichs Elektrotechnik. In den Jahren von 2005 bis 2013 engagierte sich Litz als Vizepräsident für Studium, Lehre und Internationales der TU Kaiserslautern in besonderem Maße für die Lehre, geleitet von der Idee, „Studierende als Partner“ anzusehen. Insbesondere setzte er sich für die Systemakkreditierung und im Exzellenzwettbewerb Lehre ein, bei dem er die Universität zum Erfolg führte. In seine Amtszeit als Vizepräsident fielen bedeutende Entwicklungen an der TU Kaiserslautern, wie zum Beispiel die Umstellung der Studiengänge auf Bachelor und Master, ein starker Anstieg der Studierendenzahlen sowie 2009 die Auszeichnung Exzellenz in der Lehre des Stifterverbandes für die Deutsche Wissenschaft an die TU Kaiserslautern.
Ab 1993 war Litz Mitglied im Vorstand und Beirat der VDI/VDE-Gesellschaft Mess- und Automatisierungstechnik (GMA) und Leiter des Fachbereiches 4 (Informationstechnik für Automatisierungssysteme). Weiterhin war er Beiratsmitglied sowie Herausgeber von Schwerpunktheften der Fachzeitschrift „at – Automatisierungstechnik, München“.
Ab 2000 wirkte er als Fachgutachter der Deutschen Forschungsgemeinschaft (DFG) auf dem Gebiet Regelungstechnik. Litz war Mit-Initiator der DFG-Schwerpunktprogramme „KONDISK“ und „Regelungstheorie digital vernetzter dynamischer Systeme“.
Nach seinem Eintritt in den Ruhestand hielt er noch einmal die Lehrveranstaltung „Grundlagen und Anwendungen der Wahrscheinlichkeitstheorie“ und überarbeitete sein früheres Lehrbuch. Er hat das Buch unter dem Titel Wahrscheinlichkeitstheorie für Ingenieure bei bookboon.com neu herausgegeben, damit es für Studenten frei erhältlich ist; es war zugleich seine letzte Veröffentlichung vor seinem plötzlichen Ableben wenige Tage vor dem 66. Geburtstag.

## Akademische Ämter
- Von 1997 bis 1999 Dekan des Fachbereichs Elektrotechnik der TU Kaiserslautern
- Von 2005 bis 2013 Vizepräsident der TU Kaiserslautern für Studium, Lehre und Internationales.

## Mitgliedschaften und Ehrungen (Auswahl)
- Von 1988 bis 1992 Leiter des Arbeitskreises "Prozessleitsysteme" der „Normenarbeitsgemeinschaft für Mess- und Regelungstechnik in der chemischen Industrie“ (NAMUR)
- Beiratsmitglied der Fachzeitschrift „Automatisierungstechnik“ in München
- Seit 1993 Mitglied im Vorstand und Beirat der VDI/VDE-Gesellschaft Mess- und Automatisierungstechnik (GMA) und Leiter des dortigen Fachbereiches 4 (Informationstechnik für Automatisierungssysteme)
- Seit 2000 Fachgutachter der Deutschen Forschungsgemeinschaft (DFG).

## Publikationen (Auswahl)
- Reduktion der Ordnung linearer Zustandsraummodelle mittels modaler Verfahren. Dissertation, Universität Karlsruhe, Fakultät für Elektrotechnik. Hochschul-Verlag, Stuttgart 1979, ISBN 3-8107-2058-5.
- Regelungstechnik-Übungsbuch. AEG-Telefunken, Berlin; Frankfurt am Main 1982, ISBN 3-87087-126-1, 2. Auflage 1984, ISBN 3-7785-1005-3, 3. Auflage 1988, ISBN 3-7785-1613-2, 4. Auflage 1993, ISBN 3-7785-2145-4 (mit Claus Becker, Gerhard Siffling, Otto Föllinger).
- Dezentrale Regelung. Oldenbourg Verlag, München; Wien 1983, ISBN 3-486-27921-1.
- Automatisierung energie- und verfahrenstechnischer Prozesse. VDI-Bezirksverein Darmstadt, GMA, Jubiläumstagung am 18. Mai 1995. VDE-Verlag, Berlin; Offenbach 1995, ISBN 3-8007-2114-7 (als Hrsg.).
- Moderne Prozessmesstechnik – ein Kompendium. Springer Verlag, Berlin; Heidelberg; New York; Barcelona; Hongkong; London; Mailand; Paris; Singapur; Tokio 1999, ISBN 3-540-63225-5 (mit Volkmar Gundelach).
- Wahrscheinlichkeitstheorie für Ingenieure. Grundlagen, Anwendungen, Übungen. Hüthig Verlag, Heidelberg 2001, ISBN 3-7785-2816-5.
- Grundlagen der Automatisierungstechnik. Regelungssysteme – Steuerungssysteme – Hybride Systeme. Oldenbourg Verlag, München; Wien 2005, ISBN 3-486-27383-3, 2. Auflage 2013, ISBN 978-3-486-70888-2.